# بخش استرومسوند
بخش استرومسوند (به سوئدی: Strömsunds kommun) یک ناحیه شهری در سوئد است که در شهرستان یمتلاند واقع شده‌است.

## خواهرخوانده
شهر Hausjärvi خواهرخواندهٔ بخش استرومسوند هست.